# Julia Delgado Caro
Julia Delgado Caro (Guayaquil, Ecuador, 2 de octubre de 1893 – Madrid, 14 de julio de 1975) fue una actriz española.

## Biografía
Hija de los actores Paulino Delgado y Alejandrina Caro, nació en Ecuador durante una gira teatral de sus padres. Se inicia en el mundo de la interpretación en la década de 1910, incorporándose a la compañía de José Tallaví (con el que estrena La venda, de Miguel de Unamuno e interpreta Tierra baja, de Ángel Guimerá) y desde 1917 en la de Ricardo Simó-Raso (1917-1921) y finalmente en la de quien habría de convertirse en su marido, Luis Martínez Tovar. De esa época destaca sus interpretaciones de La divina palabra (1924), de Manuel Linares Rivas y ya como compañía Delgado Caro-Martínez Tovar, Poderoso caballero (1926), La ermita, la fuente y el río (1927), de Eduardo Marquina, La petenera, de Manuel de Góngora, Los andrajos de la púrpura (1931), de Jacinto Benavente o La dama X (1931).
Tras la Guerra civil española y el fallecimiento de su marido en 1938, se reincorpora a la vida artística en 1940, interpretando el personaje principal de La Celestina en el Teatro Español. Durante las décadas de 1940 y 1950 continúa su carrera sobre las tablas del Español e interviene en La honradez de la cerradura (1942), de Benavente y, con Mercedes Prendes como primera actriz, en Peribáñez y el Comendador de Ocaña (1942), de Lope de Vega, María Estuardo, de Friedrich Schiller, El castigo sin venganza (1943), de Lope, Baile en capitanía (1944), de Agustín de Foxá, La cárcel infinita (1945), de Joaquín Calvo Sotelo, La discreta enamorada (1945) y La malcasada (1947), ambas de Lope de Vega y El sí de las niñas (1948), de Leandro Fernández de Moratín.
En 1949 forma parte del elenco que estrenó una de las obras cumbre del teatro español del siglo XX: Historia de una escalera, de Antonio Buero Vallejo y un año más tarde interpreta Ligazón, de Valle-Inclán en el Teatro Gran Vía de Madrid. Seguirían El gran minué (1950), de Víctor Ruiz Iriarte, Llama un inspector (1951), de J. B. Priestley, Veinte y cuarenta (1951), de José López Rubio, Ruy Blas (1952), de Victor Hugo, La tejedora de sueños (1952), de Buero, El abanico (1952), de Goldoni, Murió hace quince años (1953), de José Antonio Giménez-Arnau o Clérambard (1954), de Marcel Aymé.
Fuera ya del Español, puede mencionarse su participación en los montajes de Un sitio para vivir (1955), de José Luis Sampedro, en el Teatro María Guerrero, Estampas y sainetes (1959), de Eduardo Vázquez, en el Teatro de la Comedia, con el cuadro de actores de Radio Madrid.
Debutó en el cine en 1950. Trabajó a las órdenes de Juan Antonio Bardem y Luis García Berlanga y participó en algo más de una treintena de películas, entre las que se cuentan algunos de los títulos más prestigiosos de la historia del cine español: La laguna negra (1952), Muerte de un ciclista (1955), Calle Mayor (1956), Los jueves, milagro (1957), La violetera (1958), Plácido (1961) o La tía Tula (1964)
Contrajo matrimonio el 9 de abril de 1926 en la parroquia de Covadonga de Madrid, con el actor Luis Martínez Tovar. Fue madre de dos hijos, Alejandrina (nacida en 1928) y Fernando Delgado (1930-2009), este último dedicado también al mundo de la interpretación.